# هيوران كاوي دالمورو
هيوران كاوي دالمورو (بالبرتغالية: Hyoran‏) (25 مايو 1993 بتشابيكو في البرازيل - ) هو لاعب كرة قدم برازيلي في مركز الوسط. لعب مع نادي شابيكوينسي ونادي كورينثيانز ورابطة فلامينغو الرياضية ‏.

## وصلات خارجية
- هيوران كاوي دالمورو على موقع قاعدة بيانات كرة القدم.إي يو (الإنجليزية)
- هيوران كاوي دالمورو على موقع Soccerway.com (الإنجليزية)